# Ommatomyces terrestris
Ommatomyces terrestris är en svampart som beskrevs av You Z. Wang, M.K.M. Wong & K.D. Hyde 2000. Ommatomyces terrestris ingår i släktet Ommatomyces och familjen Clypeosphaeriaceae.   Inga underarter finns listade i Catalogue of Life.